# Lâu đài Smolenice
Lâu đài Smolenice (tiếng Slovak: Smolenický zámok) là một lâu đài nằm trên sườn núi phía đông của dãy Little Carpathians, gần thị trấn Smolenice, Slovakia.

## Lịch sử
Lâu đài Smolenice được xây dựng vào thế kỷ 15 nhưng đã bị tàn phá trong trận chiến giành độc lập của Rákóczi cùng với các cuộc chiến tranh của Napoléon. Năm 1777, Bá tước János Pálffy từ Pezinok là người được thừa kế lâu đài Smolenice nhưng lại không đến sinh sống tại đây do tình trạng xuống cấp của lâu đài và cũng do thiếu kinh phí để sửa sang lại. Chỉ sang đến thế kỷ 20, nhờ có Bá tước József Pálffy mà lâu đài mới được tôn tạo lại. Lấy cảm hứng từ lâu đài Kreuzenstein ở Áo, kiến trúc sư Jozef Hubert đã thiết kế lại dáng vẻ mới cho lâu đài Smolenice còn kiến trúc sư đến từ Bayern, Pavol Reiter, là người trực tiếp giám sát công trình. Trong quá trình thi công lâu đài, đều có sự góp sức của những người thợ lành nghề đến từ Ý, Đức, Áo, Hungary cùng với 60 công nhân từ chính thị trấn Smolenice và những ngôi làng ở gần đó. Thiết kế của lâu đài bao gồm hai phía cánh nhà với một tháp ở giữa làm trung tâm, vật liệu chính để xây tháp được làm từ bê tông cốt thép.
Khi Thế chiến 2 nổ ra, một lần nữa lâu đài Smolenice lại bị hư hại, chính xác là vào năm 1945. Cũng từ đó, lâu đài thuộc sở hữu của nhà nước. Một vài công trình trùng tu lâu đài đã được thực hiện sau năm 1950. Từ ngày 26 tháng 6 năm 1953, lâu đài Smolenice chính thức trở thành tài sản của Viện Hàn Lâm Khoa Học Slovakia. Giờ đây, lâu đài được dùng làm trung tâm hội nghị và chỉ được mở cửa cho công chúng vào tham quan vào mỗi tháng 7, tháng 8 hàng năm.